# Pedro Gastão d’Orléans-Bragança
Prinz Pedro Gastão d’Orléans-Bragança, vollständiger Name Pedro de Alcántara Gastão João Maria Filipe Lourenço Humberto Miguel Gabriel Rafael Gonzaga de Orléans e Bragança (* 19. Februar 1913 auf Château d’Eu in Eu, Département Seine-Maritime; † 27. Dezember 2007 in Villamanrique de la Condesa, Provinz Sevilla) war ein Mitglied des Hauses Orléans-Braganza.

## Leben
Pedro Gastão war der älteste Sohn des Prinzen Pedro de Alcantara d’Orléans-Bragança (1875–1940) und seiner Frau, der ungarischen Gräfin Elisabeth Dobrženský von Dobrženitz (1875–1951). Seine Großeltern väterlicherseits waren Gaston d’Orléans, comte d’Eu und die Kronprinzessin Isabella von Brasilien. Er war ein Nachfahre des Bürgerkönigs Louis Philippe I. und des Kaisers Pedro II. von Brasilien.
Pedro Gastão d’Orléans-Bragança galt bis zu seinem Tode als ältestes lebendes Mitglied der französischen und spanischen Bourbonen. Er war der Onkel des spanischen Königs Juan Carlos I., von Duarte Pio von Bragança, Chef des königlichen Hauses von Portugal, und von Diane Herzogin von Württemberg.

## Ehe und Nachkommen
Am 18. Dezember 1944 heiratete Prinz Pedro Gastão in Sevilla die Prinzessin Maria de la Esperanza von Bourbon-Sizilien (1914–2005), jüngste Tochter des Infanten Carlos Maria de Bourbon (1870–1949) und seiner Ehefrau Prinzessin Louise Françoise Marie Laure d’Orleans (1882–1958). Aus der gemeinsamen Verbindung gingen sechs Kinder hervor:
- Pedro de Alcântara Carlos João Lourenço Miguel Rafael Gabriel (* 1945)

1. ⚭ 1975 Romy Kuhn de Souza (1938–1979)
2. ⚭ 1981 Patricia Alexandra Brascombe (1964–2009)

- Maria da Glória Henriqueta Dolores Lúcia Micaela Rafaela Gabriela (* 1946)

1. ⚭ 1972–1985 (Kron)prinz Alexander von Jugoslawien (* 1945)
2. ⚭ 1985 Don Ignacio de Medina y Fernández de Córdoba (* 1947)

- Afonso Duarte Francisco Marcos Miguel Rafael Gabriel (* 1948)

1. ⚭ 1973–1998 Maria Parejo (* 1954)
2. ⚭ 2002 Silvia-Amalia Hungria de Silva Machado (* 1953)

- Manuel Alvaro Rainiero Miguel Gabriel Rafael (* 1949)

1. ⚭ 1977–1995 Margarita Haffner (* 1945)

- Cristina Maria do Rosario Leopoldina Micaela Gabriela Rafaela (* 1950)

1. ⚭ 1980–1990 Prince Jan Sapieha-Rozánski (* 1935)
2. ⚭ 1992–1996 José Carlos Calmon de Brito

- Francisco Humberto Miguel Rafael Gabriel (* 1956)

1. ⚭ 1978 Christina Schmidt Peçanha (1953–1979)
2. ⚭ 1980 Rita de Cascia Pires

| Personendaten    | Personendaten |
| ---------------- | --- |
| NAME             | Orléans-Bragança, Pedro Gastão d’                                                                                 |
| ALTERNATIVNAMEN  | Pedro de Alcántara Gastão João Maria Filipe Lourenço Humberto Miguel Gabriel Rafael Gonzaga de Orléans e Bragança |
| KURZBESCHREIBUNG | Adliger des Hauses Orléans-Bragança                                                                               |
| GEBURTSDATUM     | 19. Februar 1913                                                                                                  |
| GEBURTSORT       | Eu |
| STERBEDATUM      | 27. Dezember 2007                                                                                                 |
| STERBEORT        | Villamanrique de la Condesa, Provinz Sevilla                                                                      |